# Rudgea trifurcata
Rudgea trifurcata là một loài thực vật có hoa trong họ Thiến thảo. Loài này được Gómez-Laur. miêu tả khoa học đầu tiên năm 1990.